# Nicomioides larvatus
Nicomioides larvatus är en skalbaggsart som först beskrevs av Francis Polkinghorne Pascoe 1878.  Nicomioides larvatus ingår i släktet Nicomioides och familjen långhorningar. Inga underarter finns listade i Catalogue of Life.